# Oleg Shatskikh
Oleg Shatskikh (15 ottobre 1974) è un ex calciatore uzbeko, di ruolo attaccante.
Vanta 104 gol nella massima divisione uzbeka. Saltò l'annata 2001-2002 a causa di un grave infortunio che lo costrinse al ritiro nel 2003, a soli 29 anni.

## Palmarès

### Club
- Campionato uzbeko: 2

Paxtakor: 1992
Navbahor Namangan: 1996

### Individuale
- Capocannoniere del campionato uzbeko: 2

1995 (26 gol), 1996 (23 gol, a pari merito con Jafar Irismetov)
- Calciatore uzbeko dell'anno: 1

1995